# Скрадин
Скра́дин (хорв. Skradin, итал. Scardona) — город в Хорватии, в центральной части страны, в Шибенско-Книнской жупании. Население — 619 человек в самом городе и 3 986 человек в общине с центром в Скрадине (2001).

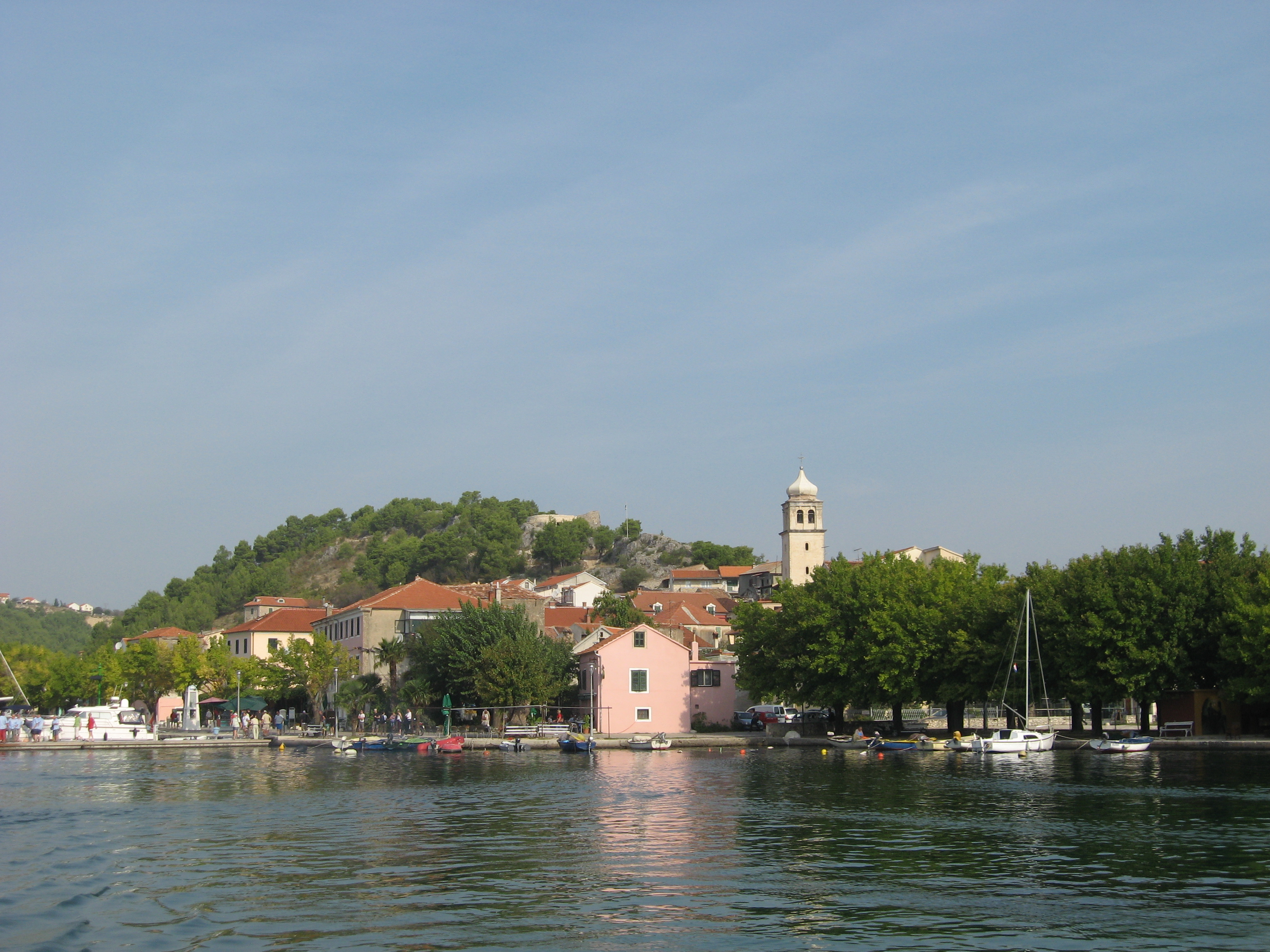
Вид на Скрадин с теплохода

Расположен в 17 км от Шибеника на реке Крка рядом со входом в Национальный парк Крка. В Скрадине расположен туристический офис парка, от пристани Скрадина в национальный парк регулярно отходят теплоходы. Заключительный и самый большой водопад из каскада водопадов Национального парка назван по имени города — «Скрадинский Бук».
Вблизи Скрадина находится мост через реку Крка, по которому проходит автомагистраль A1.
На месте Скрадина в доримский период располагалось поселение иллирийцев Скрадона, которое было одним из главных поселений племени либурнийцев. В римскую эпоху Скрадин стал административным и военным центром региона. Был разрушен в эпоху Великого переселения народов, возрождён в IX веке уже как хорватский город.
Между 1522 и 1684 годом принадлежал Османской империи, в 1684 году был завоёван Венецией, которая управляла Скрадином до 1794 года. Постепенно Скрадин терял своё значение, превращаясь в маленький городок, в нём уменьшалось население, а центр региона переместился в Шибеник. В 1828 году была ликвидирована епархия с центром в Скрадине.
Согласно переписи населения 1991 года в Скрадине проживало 726 жителей, из которых 576 — хорваты, 130 — сербы, 4 — югославы.

## Уроженцы
Джорджо Скьявоне (1436—1504) — итало-хорватский художник падуанской школы

## Ссылки

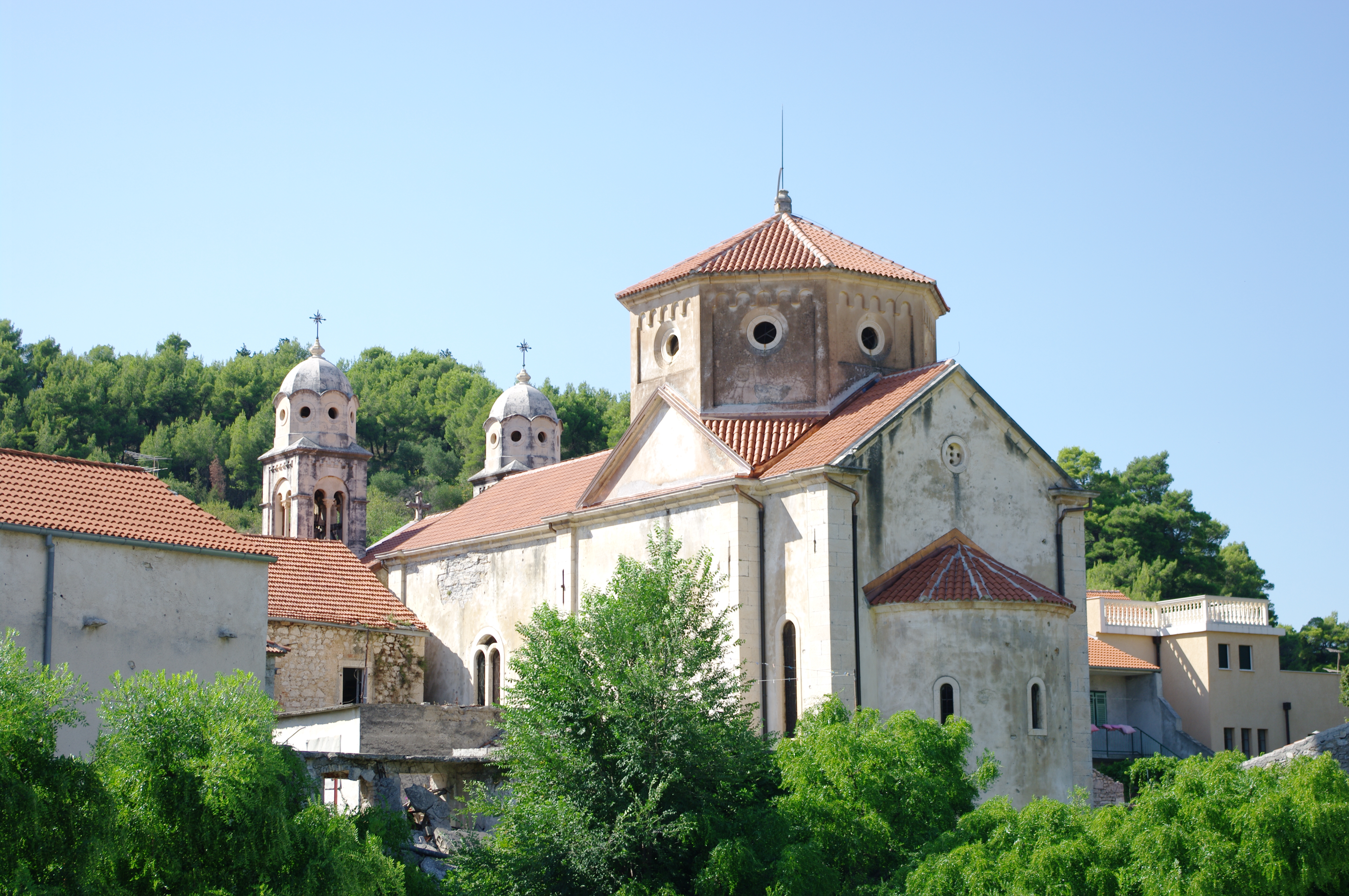
Церковь Святого Спиридона в Скрадине